# Palladiusz (Kafarow)
Piotr Iwanowicz Kafarow (ros. Пётр Иванович Кафаров), imię zakonne Palladiusz (ros. Палладий); ur. 16 września?/28 września 1817, zm. 6 grudnia?/18 grudnia 1878) – rosyjski mnich prawosławny, misjonarz w Chinach i sinolog. Twórca rosyjskiej transkrypcji chińskiego na cyrylicę, zwanej systemem Palladiusza, a także autor Słownika chińsko-rosyjskiego (wyd. 1888). Badał historię Chin, Mongolii, a także Mandżurów, Kitanów i innych plemion koczowniczych. Jako pierwszy sinolog na Zachodzie zainteresował się Tajną historią Mongołów, przez pewien czas był nawet uważany za odkrywcę tej księgi. Napisał kilka prac poświęconych buddyzmowi.
Ukończył seminarium w Kazaniu i Petersburską Akademię Duchowną. Na misji w Pekinie przebywał w latach 1840-1849, potem kilka razy tam wracał. Zmarł w 1878 podczas powrotu z jednej z ekspedycji.